# Fokke Jagersma
Fokke Jagersma (Gasselternijveen, 12 september 1920 - Scheveningen, 14 april 1944) was een Nederlandse verzetsstrijder tijdens de Tweede Wereldoorlog.
Jagersma was kantoorbediende te Meppel en lid van de in 1943 opgerichte verzetsgroep van Jan Gunnink (verzetsnaam "Ome Hein"), de latere Knokploeg Meppel samen met Albert Rozeman ("Victor"), Jan Naber ("Nico"), Gerrit de Boer, Henk Potman en de drie zonen van Gunnink, Klaas, Hendrik en Gerrit.
In november 1943 pleegden Jagersma en Henk Potman een overval op het politiebureau te 's-Hertogenbosch en maakten daar een grote partij revolvers buit. Hiermee kon de groep van "Ome Hein" bewapend worden en ging men distributiekantoren overvallen en spoorlijnen saboteren.
Jagersma werd in maart gearresteerd door de Sicherheitsdienst (SD) en overgebracht naar het Oranjehotel te Scheveningen waar hij veroordeeld werd tot de dood. Samen met zijn medeveroordeelden Jacob Kraal, Gerard Jansen, Hendrik Drogt, Jan Rijkmans, Gerrit Jan van den Berg, Wiepke Harm Timersma en Johannes Kippers zong hij de avond voor zijn executie psalmen wat door een medegevangene geschreven werd aan zijn verloofde. Hij werd in de ochtend van 14 april 1944 gefusilleerd. Postuum kreeg hij het verzetsherdenkingskruis uitgereikt.